# Mehen (Spiel)

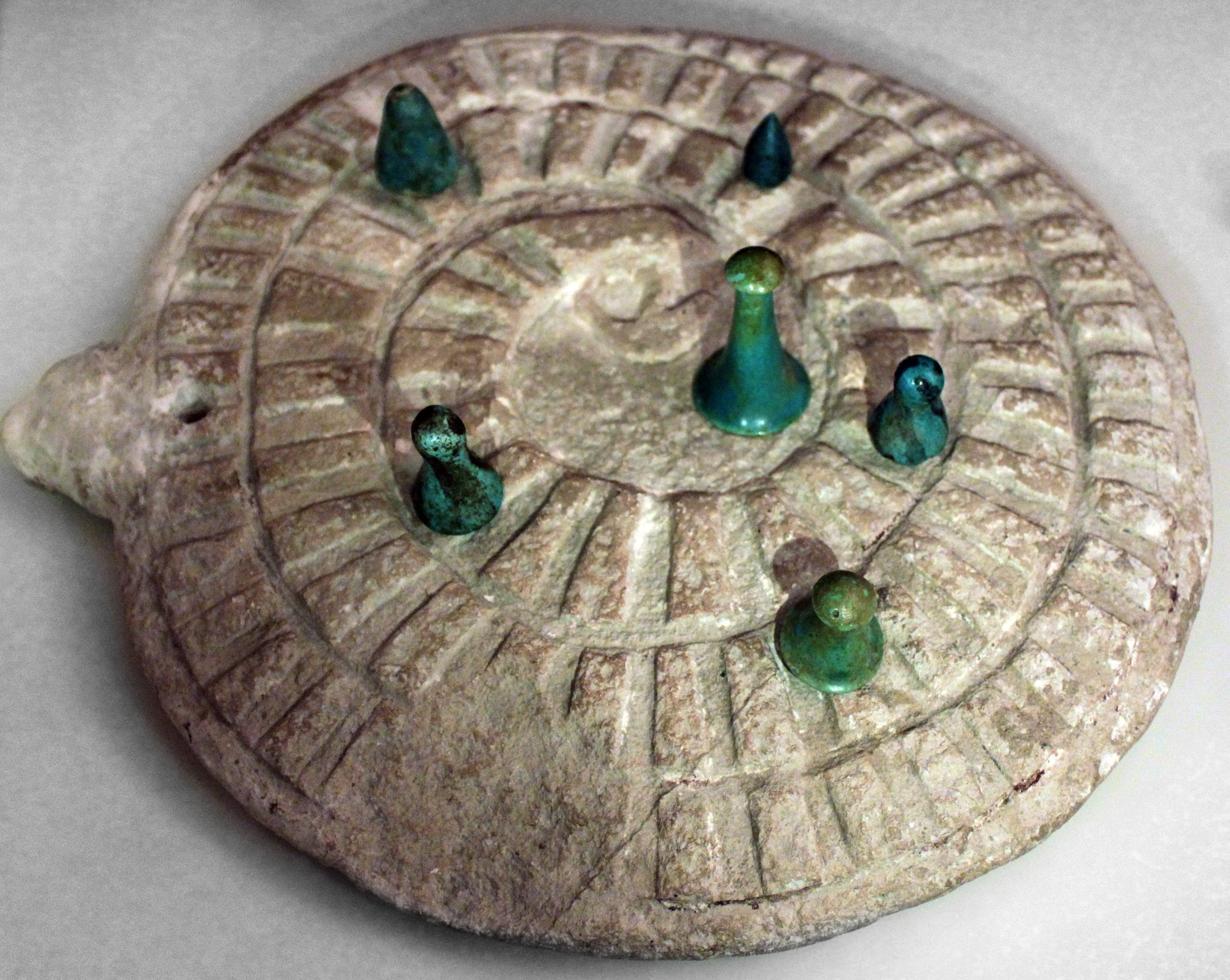
Mehen-Spiel mit Spielsteinen aus Abydos, 3.000 v. Chr., Neues Museum Berlin.

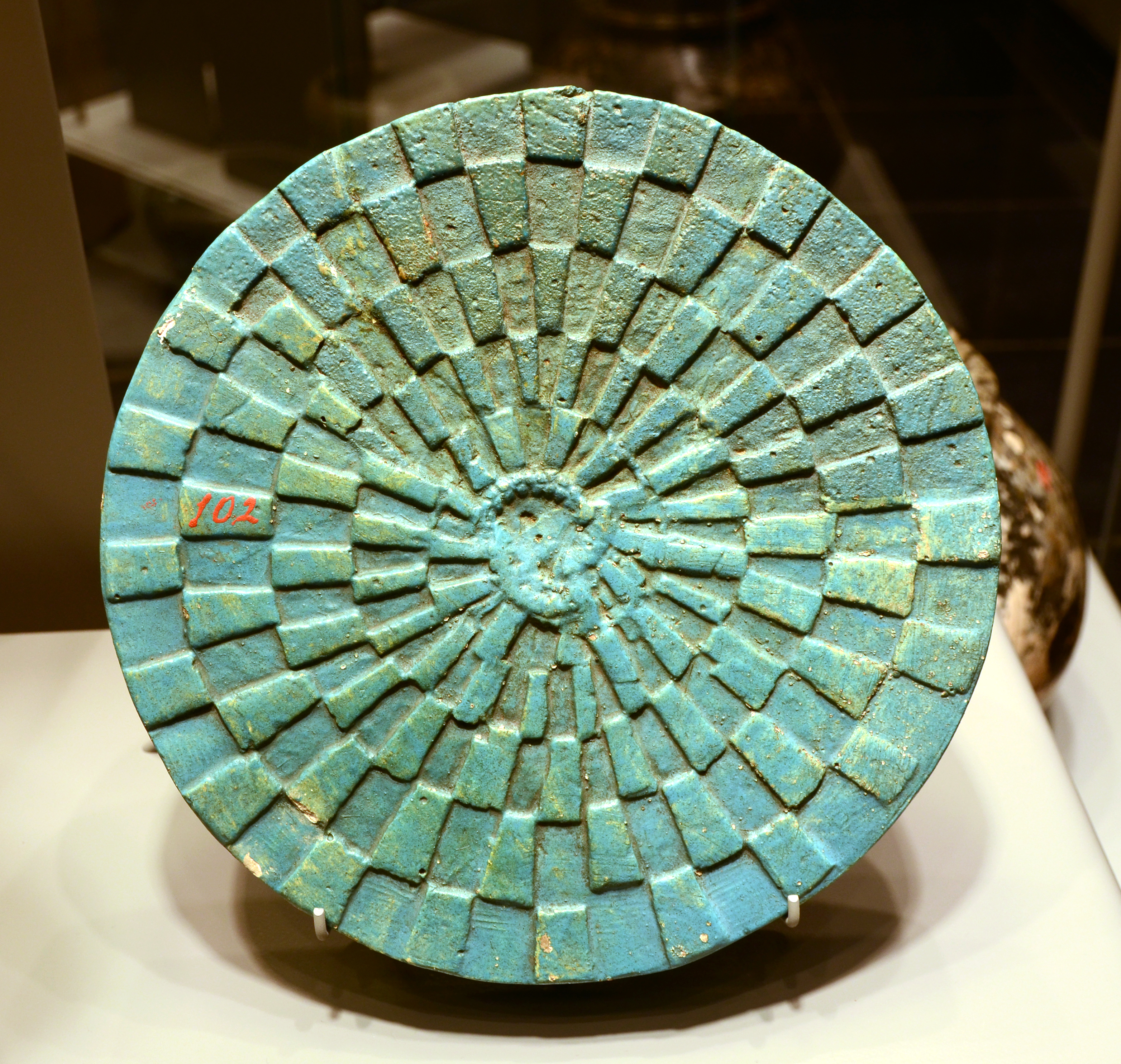
Mehen-Spielstein aus Fayence aus dem Grab des Königs Peribsen.

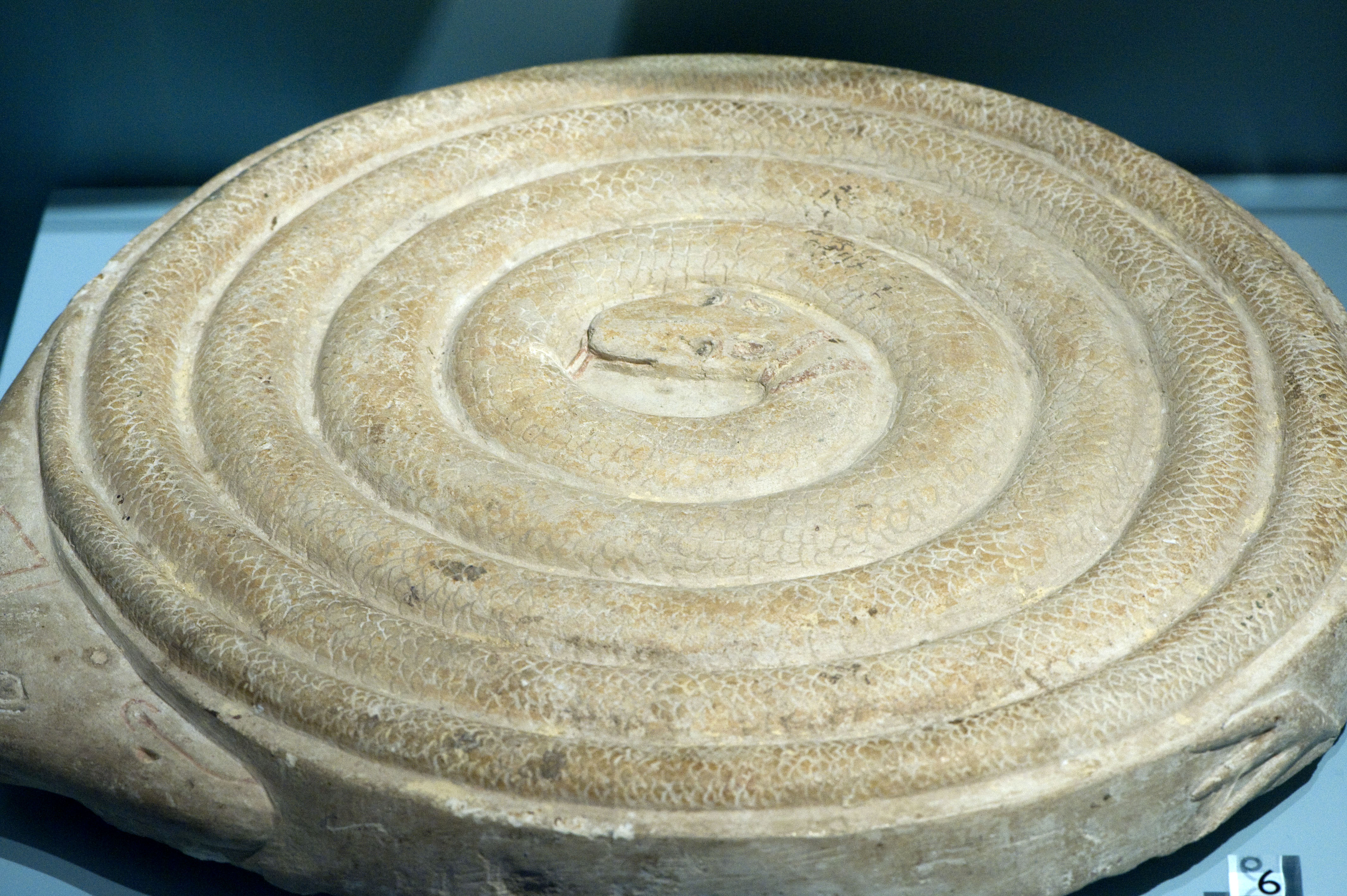
Weiterer Mehen-Spielstein aus der 6. Dynastie.

Mehen (altägyptisch für „eingerollt“) ist der Name eines Gesellschaftsspiels im Alten Ägypten, das seit etwa 3.000 v. Chr. belegt ist und sich besonders in der Oberschicht großer Beliebtheit erfreute. Die genauen Spielregeln sind nicht überliefert und daher nahezu unbekannt. Aus nicht näher bekannten Gründen verschwand das Spiel während der Ersten Zwischenzeit aus dem Alltag der Ägypter.

## Beschreibung
Mehen wurde auf einem dicklichen, tellerförmigen Brett oder Stein gespielt, das die Gestalt einer zusammengerollten Schlange besaß. Entlang des Rückens der Schlange waren rechteckige Vertiefungen in regelmäßigen Abständen eingraviert. Es gab offenbar keine fest vorgeschriebene Anzahl für die Vertiefungen, ebenso wenig für die Spielsteine. Bei einigen Spieleversionen besaß das Schwanzende der Schlange den Kopf einer Ente oder Gans. Es sind auch Mehen-Spiele bekannt, bei denen beide Enden schlangenköpfig waren. Es existierten außerdem Mehen-Spielbretter mit Standfuß und solche, die man bequem tragen und mit sich führen konnte.

## Spielregeln
Die genauen Spielregeln sind nicht im Detail überliefert und können daher nur rekonstruiert werden. Offenbar besaß jeder Spieler eine feste Anzahl von Murmeln und Spielfiguren mit flachem, rechteckigem Sockel. Besonders beliebt scheinen Löwenfiguren gewesen zu sein. Das Spiel wurde entweder mit dem Uhrzeigersinn oder gegen den Uhrzeigersinn gespielt. Möglicherweise wurde die Anzahl an Feldern, die der jeweilige Spieler weiterziehen durfte, durch das Werfen von unterschiedlich gestreiften Stäbchen, oder durch Erraten der zufällig in der Hand des Gegenspielers versteckten Murmeln ausgehandelt. Ziel des Spiels war es wohl, als Erster seine Spielsteine entweder von Schwanzende der Schlange zum Schlangenkopf im Zentrum zu bringen oder genau umgekehrt.

## Mythologische Bedeutung
Die Pyramidentexte der 5. und 6. Dynastie weisen darauf hin, dass das Spiel mit der Reise des Sonnengottes Re durch die Unterwelt über die „Straße des Mehen“ assoziiert wurde. Mehen war der ägyptischen Mythologie zufolge ein Schlangengott, der sowohl Re als auch den verstorbenen König auf dessen gefährlicher Reise durch die Unterwelt beschützte, indem er den Leib des Trägers regelrecht umwickelte. Dies erklärt auch die Gestaltung der Spielbretter und -tische.

## Bekannte Darstellungen und Funde
Bekannte künstlerische Darstellungen von Mehen-Spielbrettern und Spielszenen stammen überwiegend aus dem Alten Reich. Am bekanntesten sind die Darstellungen aus dem Grab des hohen Beamten Hesire aus der 3. Dynastie. An den Grabwänden seiner Mastaba ließ Hesire mehrere farbige Darstellungen von Mehen-Spielbrettern anbringen. Die verbliebenen Farben zeigen schwarz-weiß gestreifte und gelb-schwarz-grün gestreifte Spielbretter. Eine weitere bekannte Darstellung ist im Grab des hohen Beamten Idu (6. Dynastie) aus Sakkara erhalten: Das Relief zeigt eine Spielszene aus dem Mehen-Spiel, aber auch andere Brettspiele wie zum Beispiel Senet sind zu sehen. Aus dem Grab des Peribsen (2. Dynastie) in Abydos stammt ein Spielbrett aus Fayence. Die ältesten Exemplare von Mehen-Spielbrettern stammen aus prädynastischen Gräbern in Deir el-Ballas nahe Theben. Insgesamt sind zehn vollständig und vier fragmentarisch erhaltene Exemplare aus verschiedenen Epochen bekannt.